# 特寧杜古
特寧杜古（法語：Ténindougou）是馬里的城鎮，位於該國西南部，由庫利科羅區的迪瓦拉省負責管轄，面積561.17平方公里，海拔高度312米，2009年人口10,843，人口密度每平方公里19.32人。
12°34′8″N 7°11′2″W / 12.56889°N 7.18389°W